# Aritatsu Ogi
Aritatsu Ogi (小城 得達 Ogi Aritatsu?, Hiroshima, Hiroshima, 10 de diciembre de 1942) es un exfutbolista japonés que se desempeñaba como mediocampista en el Toyo Industries.

## Clubes
| Club            | País  | Año         |
| --------------- | ----- | ----------- |
| Toyo Industries | Japón | 1965 - 1976 |

## Palmarés

### Distinciones individuales
| Distinción                                      | Año  |
| ----------------------------------------------- | ---- |
| Inducido al Salón de la Fama del fútbol japonés | 2005 |